# Rémi Wallard
Rémi Wallard (né le 10 septembre 1984 à Bully-les-Mines) est un athlète français spécialiste du 400 mètres.
En 2004, il remporte les titres de champion de France espoirs en salle et en plein air. Sélectionné pour les Championnats d'Europe en salle 2005 de Madrid, Rémi Wallard décroche la médaille d'or du relais 4 × 400 m en compagnie de Richard Maunier, Brice Panel et Marc Raquil, devançant avec le temps de 3 min 07 s 90 les équipes du Royaume-Uni et de Russie.
Ses records personnels sur 400 m sont de 46 s 82 en extérieur (2007) et de 47 s 14 en salle (2005).
Licencié au RC Arras, il est entraîné par Christophe Aumard. Il mesure 1,77 m pour 68 kg.

## Palmarès
| Date | Compétition                             | Lieu      | Résultat | Discipline |
| ---- | --------------------------------------- | --------- | -------- | ---------- |
| 2005 | Championnats d'Europe en salle          | Madrid    | 1er      | 4 × 400 m  |
| 2022 | Semi Marathon du Bois de Vincennes 2022 | Vincennes | 18e      | 21,096 km  |